# Elbersdorf
Elbersdorf est un village dans la municipalité de Dürrröhrsdorf-Dittersbach qui appartient à l'arrondissement de Suisse-Saxonne-Monts-Métallifères-de-l'Est en Saxe.
Le village se trouve sur la rivière Wesenitz et est connu pour la Höhe Belvédère Schöne: une colline surmontée d'un château néo-gothique (voir photo).

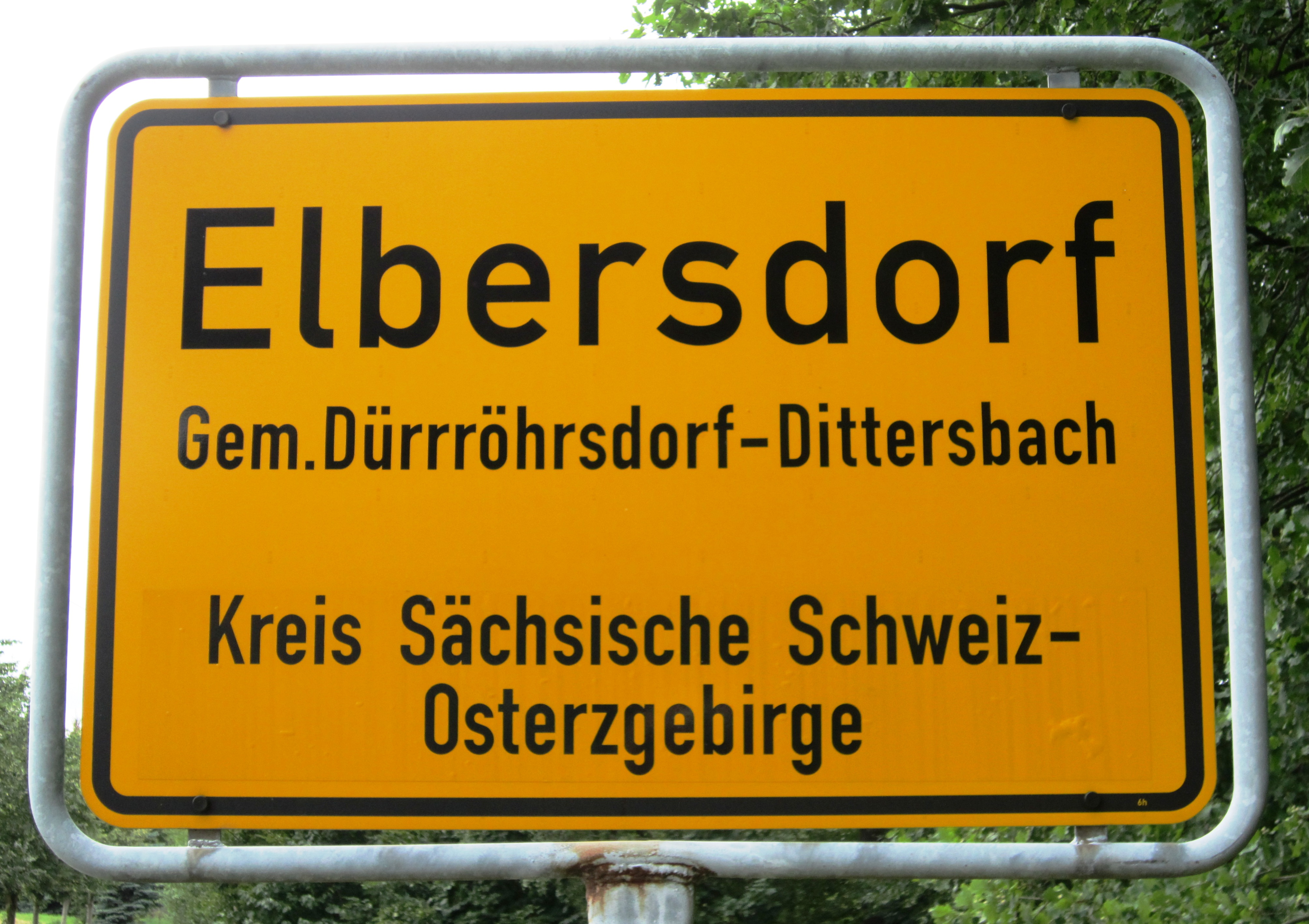
Panneau routier du village.

Elbersdorf compte 370 habitants.